# Our Gang
Our Gang, ook bekend als The Little Rascals of Hal Roach's Rascals, was een serie van Amerikaanse korte komische films. De serie gaat over een groep arme kinderen en de avonturen die zij beleven. De serie was onder productie van Hal Roach en begon in 1922.
Oorspronkelijk werd de reeks gedistribueerd door Pathé, maar in 1927 werd ze overgenomen door studio Metro-Goldwyn-Mayer. Roach werkte mee aan de serie tot en met 1938, maar de serie liep door tot en met 1944. In totaal werden er 220 korte films uitgebracht. Ook werd er één film uitgebracht met normale speelduur, General Spanky. Er waren in totaal 41 kindsterren over de jaren heen in de serie te zien. In de jaren 50 werden de korte films (met geluid) als televisieserie uitgebracht, onder de titel The Little Rascals. In Nederlands werd de serie uitgezonden door de VPRO in het kinderblok Villa Achterwerk. De serie heette hier De Boefjes. 

## Over de serie

### Opzet
"Our Gang" was een van de eerste producties waarin kinderen de hoofdrollen speelden. De meeste films met kinderen in de hoofdrol vonden vaak plaats in fantasiewerelden, maar Hal Roach koos ervoor zijn filmreeks in de echte, hedendaagse wereld te laten plaatsvinden.
Our Gang was de eerste serie die Afro-Amerikanen en blanke Amerikanen als gelijken met elkaar lieten omgaan. In de films trokken zowel jongens als meisjes, blank én zwart, met elkaar op. Dat was voor de tijd waarin de reeks werd opgenomen, het interbellum, een vrij gewaagde zet aangezien rassensegegratie nog volop aanwezig was in de filmindustrie. De vier belangrijkste donkere Amerikanen in de serie, waren Ernie Morrison, Allen Hoskins, Matthew Beard en Billie "Buckwheat" Thomas. Ernie Morrison was de eerste zwarte acteur die via een langdurig contract een Hollywoodster werd.
De zwarte kinderen in de reeks werden meestal als stereotiepe zwarten afgeschilderd. Jaren later, tijdens de jaren 70, vroeg men zich af of er hier sprake was van racisme. Ernie Morrison, Matthew Beard en Billie Thomas vonden echter dat dit niet het geval was, en stelden dat de blanke acteurs in de reeks net zo goed stereotypes waren, zoals ‘het dikke kind’ en ‘de lokale pestkop’.
Ook andere etnische minderheden kwamen aan bod in de reeks, waaronder Aziatisch-Amerikanen en Italiaans-Amerikanen.
Er waren in de films vaak zogenaamd door de kinderen gemaakte voertuigen te zien, en wat betreft stunts deden de kinderen niet onder voor de volwassenen, ook die in andere slapstick-films. Derhalve zijn er ook stunts bij die er heel gevaarlijk uitzien.

### Regie
Robert F. McGowan regisseerde, met assistentie van neef Anthony Mack, de serie tot en met 1933. Hij wilde graag dat de kinderen zo natuurlijk mogelijk speelden in de serie. In deze tijd werden de scenario's geschreven door de staf van Hal Roach. Enkele bekende namen hieronder waren Leo McCarey, Frank Capra, Walter Lantz en Frank Tashlin. Toch waren de kinderen meestal te jong om de scenario's te lezen, waardoor McGowan meestal moest uitleggen wat er in een bepaalde scène gedaan moest worden. Hij gebruikte soms een megafoon tijdens een scène, maar vaak kregen de kinderen genoeg ruimte om te improviseren. Toen de geluidsfilm haar intrede deed moest het anders aangepakt worden, maar pas nadat McGowan uit de serie stapte werden er scenario's gebruikt. Andere regisseurs, zoals Gus Meins en Gordon Douglas maakten gebruik van een meer gestroomlijnde aanpak.

### Zoeken naar talent
De acteurs die in de serie speelden, groeiden meestal op in Los Angeles. Als ze te oud werden, moesten ze vervangen worden. Op zoek naar talent werd er een nationale talentenjacht georganiseerd. Duizenden kinderen werden via hun ouders aangemeld. Winnaars hiervan, waren onder andere Norman "Chubby" Chaney (verving Joe Cobb), Matthew Beard (verving Allen Hoskins) en Billie "Buckwheat" Thomas (verving Stymie). Ook later, toen men niet op zoek was naar nieuw talent, meldden ouders hun kinderen nog aan. Mickey Rooney en Shirley Temple werden beiden door hun ouders aangemoedigd te solliciteren, maar omdat er geen vacature geopend was werden ze niet aangenomen.

## Geschiedenis

### Vroegere jaren
Roach vertelde dat hij bij een auditie van een klein meisje op het idee voor de reeks kwam. Het meisje acteerde niet echt overtuigend en toen Roach na afloop uit het raam keek zag hij buiten een groep arme kinderen die met elkaar vochten. Dit deed hem beseffen wat het verschil was tussen échte kinderen en zij die dit probeerden te imiteren. Hij zag een reeks voor zich waarin echte kinderen werden opgevoerd die zichzelf waren.
Fred Newmeyer regisseerde een film. Roach noemde de film toentertijd Hal Roach's Rascals, maar Newmeyer veranderde dit in Our Gang. Roach was niet onder de indruk van de directie van Newmeyer en hierna kwam McGowan in beeld. Het publiek was erg enthousiast en op hun aanvraag werd er een hele reeks van gemaakt. De serie werd tot 1932 zowel Our Gang als Hal Roach's Rascals genoemd. Daarna heette de serie alleen nog maar Our Gang.
De allereerste filmploeg bestond uit Mary Kornman, Mickey Daniels, Ernie Morrison, Allen Hoskins, Jack Davis, Jackie Condon en Joe Cobb. De opnames waren zowel in de open lucht als op locatie.
One Terrible Day was de vierde Our Gang film om opgenomen te worden. Pathé bracht deze uit als de eerste film op 10 september 1922. De originele pilot werd pas op 5 november uitgebracht. De serie werd onmiddellijk een groot succes. 
Sommige kinderen waren ook buiten Our Gang in films te zien. Zo hebben er twee een bijrol in de Harold Lloyd film "Dr. Jack", in 1922, en drie in de Harold Lloyd film Girl Shy in 1924.

### Wisselen van distributeurs
Toen Mary, Mickey en Sammy uit de serie stapten in het midden van de jaren 20, veranderde de serie. McGowan was meestal ziek, waardoor neef Robert A. McGowan (ook bekend als Anthony Mack) meerdere korte films moest regisseren. Zijn films sloegen minder aan bij het publiek. Ook kwamen er nieuwe acteurs in de serie: Bobby "Wheezer" Hutchins, Harry Spear, Jean Darling en Mary Ann Jackson. Tevens deed er een nieuw dier zijn intrede: een hond.
Hal Roach wilde voortaan met Metro-Goldwyn-Mayer samenwerken en maakte de overstap. De eerste Our Gang film van MGM werd uitgebracht in september 1927, met een veel hoger budget.

### Einde van de stomme film
In 1928 deed de geluidsfilm steeds meer haar intrede. De makers maakten in 1928 gebruik van fonografische discs met gesynchroniseerde muziek- en geluidseffecten. In april 1929 schakelde men definitief over naar geluidsfilm. De eerste film heette Small Talk. In deze tijd stapten Joe, Jean en Harry uit de serie. Nieuwkomers waren Norman "Chubby" Chaney, Dorothy DeBorba, Matthew "Stymie" Beard, Donald Haines en Jackie Cooper. Cooper was de meest succesvolle.
In de jaren 30 werd er achtergrondmuziek geïntroduceerd. Dit kwam voor het eerst voor in When the Wind Blows. De muziek werd gecomponeerd door Marvin Hatley en Leroy Shield. Hun muziek werd al snel een belangrijk handelsmerk van Our Gang. Hun theme song heette "Good Old Days".

### Overgang
In 1931 kwam opnieuw een grote verandering in de serie, toen onder ander andere Jackie Cooper uit de serie stapte. Dickie Moore en Kendall "Breezy Brisbane" McComas kregen nu rollen in de reeks. Ook George McFarland speelde van 1931 tot 1942 mee. Toch werd Scotty Beckett grootste kindster van Our Gang. Hij was voor het eerst in de serie te zien in 1934.
Robert McGowan stapte eind 1933 uit de serie. Gus Meins werd de nieuwe regisseur en ontving assistentie van Gordon Douglas.
Nieuwkomers rond deze tijd waren Wally Albright, Jackie Lynn Taylor, Billie Thomas en Carl en Harold Switzer. De gebroeders Switzer werden ontdekt door Roach toen ze in een café optraden. In 1935 werden Darla Hood en Eugene "Porky" Lee ook nieuwe acteurs.

### De laatste jaren met Roach

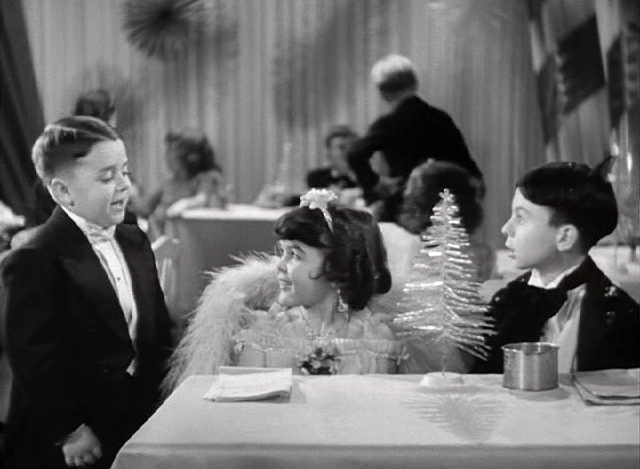
Spanky, Darla, en Alfalfa in Our Gang Follies of 1938

Our Gang werd minder populair vanaf 1934, mede omdat theaters geen korte films meer wilde draaien. Louis B. Mayer raadde Hal Roach aan om de speelduur te veranderen naar 10 minuten. De eerste korte film van 10 minuten lang, Bored of Education, won meteen een Academy Award in 1936.
In dat jaar werd ook de enige Our Gang film met een lange speelduur uitgebracht; General Spanky.
Tommy Bond had sinds 1932 een terugkerende rol. Hij kreeg in 1937 een vaste rol in de serie. En deze tijd werd ook Darwood Kaye een nieuwe lid van de ploeg. Roach' laatste participatie in een Our Gang film was in 1937 in Our Gang Follies of 1938. Dit was een parodie op Broadway Melody of 1938. Volgens fans waren 1936 tot en met 1938 een van de succesvolste jaren van Our Gang.
Vanaf mei 1938 had MGM alle rechten van Our Gang. Deze kochten zij van Roach.

### De MGM-jaren
Toen Hal Roach de serie verliet, werd Our Gang een stuk minder populair. MGM had geen ervaring met slapstick komedie en wilde Alfalfa, Spanky, en Buckwheat tot hun tienerjaren in de reeks houden. Uiteindelijk verliet Gordon Douglas uit frustratie de serie.
Er werden nu meerdere regisseurs gebruikt: George Sidney, Edward Cahn, Herbert Glazer en Cy Endfield regisseerden allemaal films van Our Gang. Bijna alle films die werden geproduceerd door MGM, werden geschreven door Hal Law en Anthony Mack. Nieuwkomers waren Robert Blake, Billy "Froggy" Laughlin en Janet Burston. Nadat de serie nu ook financieel achteruit ging, werd de laatste film uitgebracht op 29 april 1944.

### Heropleving in latere jaren
De Our Gang-films bleven ook na stopzetting van de reeks populair. Toen Roach de rechten op Our Gang verkocht aan MGM, was dit op voorwaarde dat hij, mits hij geen nieuwe films meer aan de reeks zou toevoegen, de rechten elk moment mocht terugkopen. In 1949 kocht Roach de rechten op de films uit de periode 1929 – 1938 terug. Wel behield MGM het recht op de naam Our Gang, waardoor Roach gedwongen was bij heruitzendingen van zijn films de titel te veranderen naar The Little Rascals. Onder deze naam kende de filmreeks een heropleving op televisie. Er werden onder andere stripboeken en speelgoed gebaseerd op de films uitgebracht. In de jaren 60 vertoonde King World Entertainment de films op televisie. Vanwege het vermeende racisme in enkele van de films, werd echter wel censuur toegepast. Zo werden er stukken uitgeknipt en werden sommige films zelfs geheel geweerd van de televisie.
De rechten op de verschillende films, in zowel originele als gecensureerde vorm, zijn momenteel verdeeld over meerdere instanties en personen.

## Rolverdeling
Stomme films met Roach
- Ernie Morrison (1922–1924)
- Mickey Daniels (1922–1926)
- Mary Kornman (1922–1926)
- Jackie Condon (1922–1928)
- Allen Hoskins (1922–1931)
- Joe Cobb (1922–1929)
- Jay R. Smith (1926–1929)
- Jean Darling (1926–1929)
- Bobby "Wheezer" Hutchins (1926–1933)
- Mary Ann Jackson (1927–1931)
- Pete the Pup (1927–1938)

Geluidsperiode met Roach
- Norman "Chubby" Chaney (1929–1931)
- Jackie Cooper (1929–1931)
- Dorothy DeBorba (1930–1933)
- Matthew Beard (1930–1935)
- Shirley Jean Rickert (1931)
- George "Spanky" McFarland (1932–1942)
- Dickie Moore (1932-1933)
- Tommy Bond (1932–1934 als Tommy, 1937–1940 als "Butch")
- Scotty Beckett (1934–1935)
- Billie "Buckwheat" Thomas (1934–1944)
- Harold Switzer (1935–1941)
- Carl "Alfalfa" Switzer (1935–1940)
- Darla Hood (1935–1941)
- Eugene "Porky" Lee (1935–1939)
- Darwood "Waldo" Kaye (1937–1940)

MGM-periode
- Mickey Gubitosi (Robert Blake) (1939–1944)
- Billy "Froggy" Laughlin (1940–1944)
- Janet Burston (1940–1944)

## Vermeldenswaardige films
In hun boek The Little Rascals: The Life and Times of Our Gang vermeldden Leonard Maltin en Richard W. Bann de volgende films als de beste en meest vermeldenswaardige in de reeks:
- 1923: The Champeen, Derby Day
- 1924: High Society
- 1925: Your Own Back Yard, One Wild Ride
- 1929: Cat, Dog & Co., Small Talk
- 1930: The First Seven Years, Pups Is Pups, Teacher's Pet, School's Out
- 1931: Love Business, Little Daddy, Fly My Kite, Dogs Is Dogs
- 1932: Readin' and Writin', The Pooch, Hook And Ladder, Free Wheeling, Birthday Blues
- 1933: The Kid From Borneo, Mush and Milk, Bedtime Worries
- 1934: Hi'-Neighbor!, Mama's Little Pirate
- 1935: Beginner's Luck, Our Gang Follies of 1936
- 1936: Divot Diggers, Bored of Education, General Spanky
- 1937: Reunion in Rhythm, Glove Taps, Hearts Are Thumps, Rushin' Ballet, Night 'n' Gales, Mail and Female, Our Gang Follies of 1938
- 1938: Three Men in a Tub, Hide and Shriek
- 1939: Alfalfa's Aunt, Cousin Wilbur
- 1940: Goin' Fishin', Kiddie Kure
- 1942: Going to Press

Speciale "benefiet" film: The stolen jools (1931). Ten bate van de tuberculose-bestrijding traden zo ongeveer alle sterren van toen op in één film, en werkten vier filmstudio's voor een keer samen. O. a. Buster Keaton, Laurel en Hardy en Gary Cooper speelden mee.

## Nasleep en invloed
De films en de personages zijn in de loop der tijd uitgegroeid tot culturele iconen. Vooral de personages Alfalfa, Spanky, Buckwheat, Darla, en Froggy genoten grote bekendheid. Het succes had voor de acteurs echter een keerzijde; veel van hen kregen te maken met het swiebertje-effect.
Een aantal noemenswaardige acteurs uit de reeks, waaronder Carl Switzer, Scotty Beckett, Norman Chaney, Billy Laughlin, Donald Haines en Bobby Hutchins, stierven vrij plotseling voor hun 40e. Dit leidde tot geruchten over een Our Gang/Little Rascals-vloek, waar onder andere op in wordt gespeeld in de documentaire E! True Hollywood Story.
Spanky McFarland kreeg in 1994 postuum een ster op de Hollywood Walk of Fame, maar verder kreeg bijna geen van de jeugdacteurs uit de reeks erkenning voor hun werk. Zo kregen de acteurs in latere jaren geen aandeel van de opbrengst van heruitzendingen van hun films. De enige acteur die na de filmreeks een succesvolle carrière als acteur had was Jackie Cooper.
De populariteit van Our Gang leidde tot veel imitaties van concurrerende studio’s, zoals The Kiddie Troupers (met komiek Eddie Bracken), Baby Burlesks (met Shirley Temple) en Buster Brown. In latere jaren doken veel volwassenen op die probeerden mee te liften op het succes van de films door ten onrechte te beweren dat zij als kind in de reeks hadden meegespeeld. Een van de meest noemenswaardige is Jack Bothwell, die volhield een personage genaamd "Freckles" te hebben gespeeld. Hij deed zijn verhaal zelfs in de spelshow To Tell The Truth.

## Spin-offs en gerelateerde media
- In de jaren 30 kwam er een spin-off van Our Gang; The Boy Friends, zij het met tieners in plaats van kinderen. Roach was opnieuw de producent die met het idee kwam. De filmploeg bestond onder andere uit Mickey Daniels en Mary Kornman, acteurs die ook in Our Gang hebben gespeeld.
- De Our Gang-ploeg had gastrollen in enkele andere films van Roach, waaronder The Stolen Jools (1931), The Cracked Iceman (1934) en Kid Millions (1934)
- In 1978 werd een poging ondernomen een televisieserie te maken gebaseerd op de reeks, maar verder dan drie pilotafleveringen kwam dit idee niet. De 3 afleveringen werden nadien samengevoegd tot een televisiefilm getiteld The Little Rascals .
- In 1979 verscheen de animatiespecial The Little Rascals Christmas Special
- Van 1982 tot 1984 produceerde Hanna-Barbera een animatieserie gebaseerd op Our Gang getiteld The Little Rascals.
- In 1994 verscheen de speelfilm The Little Rascals, gebaseerd op Our Gang. Veel bekende scenario’s en personages uit de filmreeks zijn in deze film verwerkt, maar de tijd waarin het verhaal speelt is geactualiseerd naar de jaren 90 van de 20e eeuw.